# Messier 29
Messier 29 este un obiect ceresc care face parte din Catalogul Messier, întocmit de astronomul francez Charles Messier.